# 100 a.C.
Il 100 a.C. (C a.C. in numeri romani) è un anno  del I secolo a.C.
La denominazione 100 a.C. iniziò ad essere utilizzata a partire dall'Alto medioevo quando il sistema dell'Anno Domini entrò sistematicamente in uso in Europa.

## Eventi
- A Roma sono consoli Gaio Mario, per la sesta volta, e Lucio Valerio Flacco.

## Nati
- Emilia Scaura, nobildonna romana († 82 a.C.)
- Gaio Mazio, scrittore romano
- Giulio Cesare, generale e politico romano († 44 a.C.)

## Morti
- Antipatro di Sidone, letterato e poeta greco antico (n. 170 a.C.)
- Lucio Apuleio Saturnino, politico romano (n. 130 a.C.)
- Gaio Servilio Glaucia, politico romano
- Gaio Memmio Mordace, politico romano
- Teodosio di Bitinia, matematico e astronomo greco antico